# Hele Kõre
Pour les articles homonymes, voir Kore.
Hele Kõre, née à Jõgeva (Estonie) le 7 janvier 1980, est une actrice et chanteuse estonienne.

## Filmographie partielle

### Au cinéma
- 2002 : Nimed marmortahvlil : Marta
- 2005 : Ukse taga : Marion
- 2007 : Võõras : Helena Tamm
- 2007 : Georg : Asta (voix)
- 2008 : Mina olin siin : Renita
- 2008 : Lili
- 2011 : Rotilõks